# Eriocaulon bhutanicum
Eriocaulon bhutanicum là một loài thực vật có hoa trong họ Cỏ dùi trống. Loài này được Noltie mô tả khoa học đầu tiên năm 1994.